# Заносело, Винисиус
Винисиус Нельсон де Соуза Заносело (порт. Vinicius Nelson de Souza Zanocelo; род. 30 января 2001, Санту-Андре, Сан-Паулу), более известный, как Винисиус Заносело (порт. Vinicius Zanocelo) — бразильский футболист, полузащитник клуба «Сантос», выступающий на правах аренды за «Форталезу».

## Клубная карьера
Заносело — воспитанник клубов «Жувентус» и «Понте-Прета». 21 марта 2019 года в матче Лиги Паулиста против «Палмейрас» он дебютировал за основной состав последних. 30 марта в поединке против «Оэсте» Винисиус забил свой первый гол за «Понте-Прета». 13 ноября в матче против «Фигейренсе» он дебютировал в бразильской Серии B. В начале 2021 года Заносело перешёл в «Ферровиарию». 28 февраля в матче Лиги Паулиста против «Интернасьонал Лимейра» он дебютировал за новую команду. 30 апреля в поединке против «Санто-Андре» Винисиус забил свой первый гол за «Ферровиария».
Летом 2021 года Заносело был арендован «Сантосом». 18 июня в матче против «Флуминенсе» он дебютировал в бразильской Серии А. 19 марта 2022 года в поединке Лиги Паулиста против «Агуа Санта» Винисиус забил свой первый гол за «Сантос». По окончании аренды клуб выкупил трансфер игрока.